# Четвертинське князівство
Четвертинське князівство — удільне васальне князівство 14-18 ст. у Великому князівстві Литовському (від 1569 — Речі Посполитій). Включало землі на Волині з центром у місті Старій Четвертні (нині село Четвертня у Маневицькому районі Волинської області, Україна). Перебувало у володінні роду Четвертинських.

## Історія
Утворилося внаслідок поділу Турівського князівства. До 1388 року представник Турівських Рюриковичів князь Олександр отримав право на уділ у містечку Четвертня від великого князя Литовського Ягайла або Скиргайла. Його нащадки встановили спільне управління князівством, взявши титул князів на Четвертні. На початку XV ст. зусиллям князя Юрія Михайловича князівство перетворилося на значне володіння Волині (Луцький і Володимирський повіти), ставши одним з центрів захисту православ'я.
В 1488 році з Четвертинського князівства виокремилися Вишковське і Сокольське князівства. Втім, на початку XV ст. до складу князівства повернувся Вишковський уділ. Але невдовзі князівство знову розділилося на Четвертинсько-Яровицьке, Четвертинсько-Боровицьке, Четвертинсько-Галузьке.
У 2-ій пол. XVI століття Четвертинсько-Галузьке князівство розпадається на Старочетвертинське (зі Старою Четвертнею) і Новочетвертинське (Нова Четвертня — тепер село Боровичі), де панували відповідно князі Остафій та Яцько Андрійовичі. Невдовзі після цього фактично втратило автономний устрій, його володарі стали звичайними королівськими васалами — великими землевласниками.
У 1684 році після припинення лінії князів на Новій Четвертині князівство знову об'єдналося. Втім після смерті братів Юрія і Івана Святополк-Четвертинських у 1722—1728 роках князівство юридично припинило своє існування.

## Управління
Князі не підлягали місцевій адміністрації (повітовій чи воєводській), лише в деяких питаннях великому князю литовському чи польському королю. Тут безроздільно панувало князівське право (лат. jus ducale), завдяки чому вона фактично перетворилася на державу в державі. Суверенність землеволодіння відносилася до засадничих елементів княжого права. Також правителя Острозького князівства виводили власні збройні загони (почти) під родовим гербом, а корогвами Волинського воєводства.

## Економіка
В XV-XVI ст. містечко Четвертня досягло свого найвищого розквіту: тут було добре налагоджено торгівлю, ковальство, ткацтво, бондарство, теслярство. Іншою важливою галуззю було сільське господарство, основою організації якого були фільварки. Разом з тим міста князівства не зуміли перетворитися на значні торговельні центри усієї Волині, хоча користувалися вигідним розташування на шляхах.